# Galeus
Galeus is een geslacht van grondhaaien uit de familie Pentanchidae en kent 19 soorten.

## Soorten
- Galeus antillensis Springer, 1979
- Galeus arae (Nichols, 1927) – Ruwstaartkathaai
- Galeus atlanticus (Vaillant, 1888) – Atlantische zaagstaartkathaai
- Galeus cadenati Springer, 1966 – Langvinzaagstaartkathaai
- Galeus corriganae White, Mana & Naylor, 2016
- Galeus eastmani (Jordan & Snyder, 1904) – Gekkokathaai
- Galeus friedrichi Ebert & Jang, 2022
- Galeus gracilis Compagno & Stevens, 1993 – Slanke zaagstaartkathaai
- Galeus longirostris Tachikawa & Taniuchi, 1987 – Langsnuitzaagstaartkathaai
- Galeus melastomus Rafinesque, 1810 – Spaanse hondshaai
- Galeus mincaronei Soto, 2001
- Galeus murinus (Collett, 1904) – Muiskathaai
- Galeus nipponensis Nakaya, 1975 – Breedvinzaagstaartkathaai
- Galeus piperatus Springer & Wagner, 1966 – Peperkathaai
- Galeus polli Cadenat, 1959 – Afrikaanse zaagstaartkathaai
- Galeus priapus Séret & Last, 2008
- Galeus sauteri (Jordan & Richardson, 1909) – Zwarttipzaagstaartkathaai
- Galeus schultzi Springer, 1979 – Dwergzaagstaartkathaai
- Galeus springeri Konstantinou & Cozzi, 1998 – Springers zaagstaartkathaai